# Ernst von Westhoven

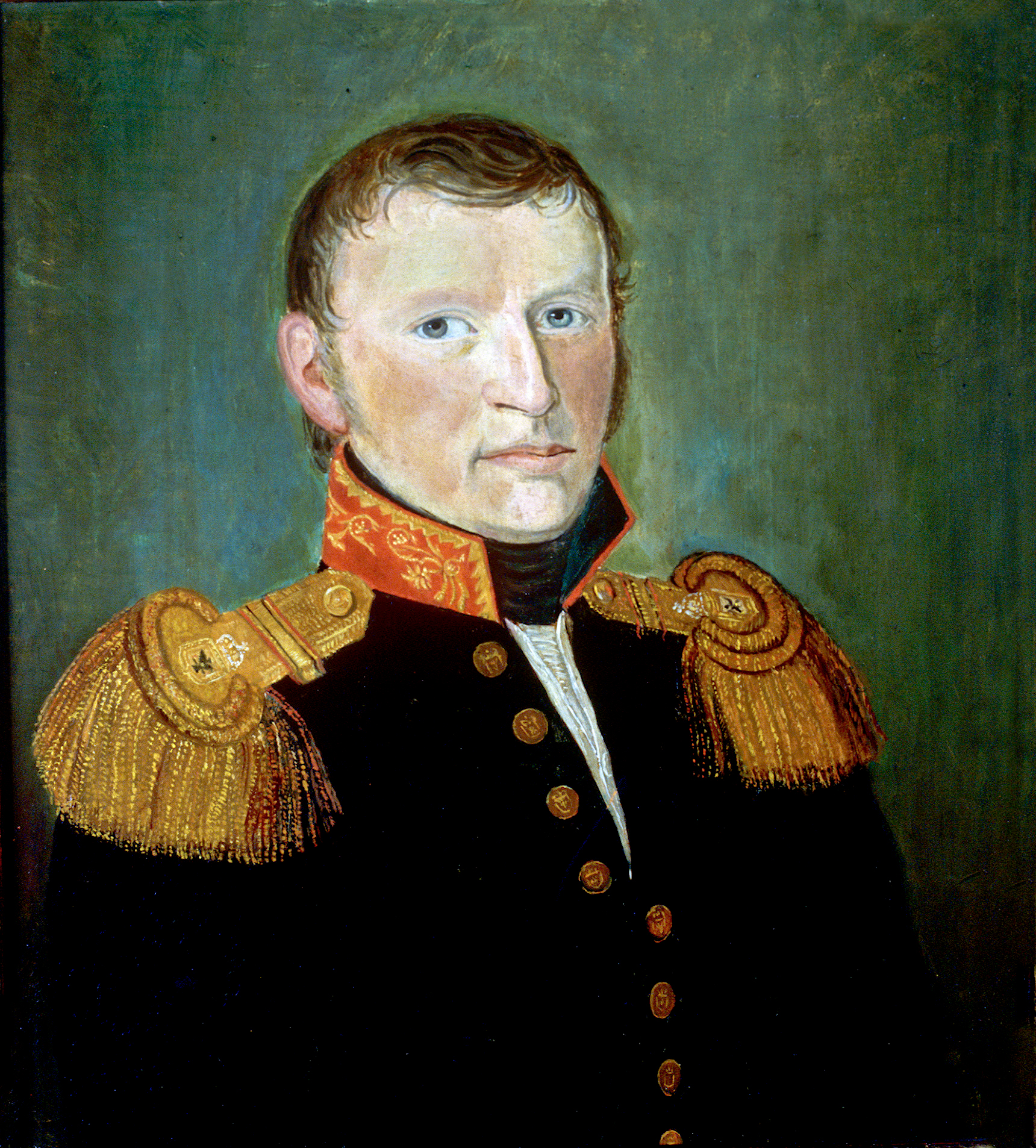
Ernst von Westhoven

Ernst von Westhoven (* 17. September 1795 in Bayreuth; † 19. März 1833 in Ahaus) war ein deutscher Politiker.

## Leben
Ernst von Westhoven entstammte einer westfälischen Beamten- und Militärfamilie, die 1712 in den Reichsadelsstand erhoben worden war. Sein Vater war Friedrich von Westhoven und seine Mutter Freiin von Vittinghoff gen. Schell.
Er studierte Rechts- und Kameralwissenschaften in Erlangen und Halle. Während seines Studiums wurde er 1815 Mitglied der Burschenschaft Teutonia Halle. Von 1818 bis 1822 war er als Regierungsrefendar bei der Regierung in Münster angestellt und in dieser Funktion zum kommissarischen Bürgermeister in Sendenhorst  bestellt. Im März 1822  wurde er zunächst als Gehilfe, dann im Mai als Vertreter dem kommissarischen Landrat Clemens von Bönningshausen zugewiesen. Am 2. November 1823 übernahm er die kommissarische Verwaltung des Landratsamtes Ahaus, nachdem sein Vorgänger Clemens Mersmann auf eigenen Wunsch nach Coesfeld gewechselt war.
1826 bestand er das landrätliche Examen mit „gut“, daraufhin wurde er am 12. März 1827 definitiv zum Landrat des Kreises Ahaus ernannt. Dieses Amt hatte er bis zu seinem Tod inne.
Er heiratete am 25. Mai 1827 Charlotte von Basse, Tochter des Landrats in Borken, Karl von Basse. Aus der Ehe ging der Sohn Karl (Konsistorialpräsident in der Provinz Westfalen) hervor.